# Церковь Святого Духа (Изерлон)
Церковь Святого Духа (нем. Heilig-Geist-Kirche) — католическая церковь в городе Изерлон, построенная в 1938—1939 годах; приход храма принадлежит к объединению «Pastoralverbund Iserlohn», который в свою очередь относится к архиепархии Падерборна.

## История и описание
Церковь Святого Духа в Изерлоне была построена по проекту архитектора Людвига Брауна (Ludwig Braun) во времена Третьего Рейха: в период с 1938 по 1939 год. В момент постройки здание имело «мощную» квадратную башню, которая была вынесена в сторону фронтона: фундамент под данной башней был неадекватен масштабу сооружения и быстро разрушился; старой башне потребовалась перестройка и она была полностью снесена в 1967 году. В том же году здание получило новую башню: она была построена по проекту архитектора Генриха Штигемана (Heinrich Stiegemann, 1909—1989), который выбрал вариант с отдельно стоящей колокольней. Кроме того, в тот же исторический период, фасад здания церкви был симметрично дополнен — он получил три арочных портала и три узких арочных окна.
Хор церкви Святого Духа поднят на шесть ступеней относительно пола основного зала: хор имеет боковое освещение и покрыт двускатной крышей. Интерьер храма разделен травеями на восемь частей. Здание также известно свои витражным окном с изображением Пятидесятницы: трехчастный витраж был изготовлен мастером Отто Петерсом (Otto Peters) в 1940 году. Орган церкви был создан в 1953 году и отреставрирован уже в XXI веке.